# Wilhelm von Breisach
Wilhelm von Breisach (3. ledna 1812 Eisenstadt – 9. února 1894 Štýrský Hradec) byl rakouský admirál židovského původu. Narodil se v Dolním Rakousku do obchodnické rodiny, původně sloužil v armádě a od roku 1835 u námořnictva. Absolvoval rychlý služební postup a po revoluci v roce 1848 byl významným představitelem c. k. námořnictva, patřil k blízkým spolupracovníkům tehdejšího vrchního velitele námořnictva arcivévody Maxmiliána. Zastával také funkce v námořní administraci, byl ředitelem císařské námořní kanceláře (1857–1862) a sekčním šéfem na ministerstvu námořnictva (1862). Svou kariéru završil jako velitel námořních základen v Benátkách (1862–1863) a v Terstu (1863–1866), zároveň byl zástupcem vrchního velitele námořnictva. V roce 1866 byl penzionován v hodnosti kontradmirála a v roce 1877 získal šlechtický titul.

## Životopis
Byl potomkem staré židovské rodiny z Frankfurtu nad Mohanem, která v 18. přesídlila do habsburské monarchie. Narodil se jako syn obchodníka a v roce 1831 vstoupil jako dobrovolník do armády. Získal vzdělání na vojenské škole v Tullnu a v roce 1833 nastoupil ke sboru pionýrů. V roce 1835 vstoupil k jednotkám námořní pěchoty a poté několik let sloužil u obchodního loďstva. Na fregatě SMS Guerriera se plavil po Středomoří, do Toulonu a Tangeru (1835), poté na lodi Ussaro absolvoval cestu do New Yorku (1835–1836). V letech 1838–1839 si doplnil vzdělání v matematice na námořní akademii v Benátkách a v roce 1841 získal hodnost praporčíka odpovídající vojenské hodnosti nadporučíka.
Kromě služby na různých lodích působil také u námořní základny v Benátkách. V revolučních bojů v Itálii se zúčastnil blokády Benátek a bombardování Ancony (1849). Rychle postupoval v hodnostech (poručík II. třídy 1848, poručík I. třídy 1849) a na přelomu let 1849–1850 byl již velitelem fregaty SMS Bellona. K datu 9. března 1852 byl povýšen na korvetního kapitána, poté byl velitelem výstroje a zástupcem velitele námořní základny v Pule (1854).
V hodnosti fregatního kapitána (25. ledna 1855) se stal pobočníkem vrchního velitele námořnictva arcivévody Maxmiliána a zároveň byl přednostou I. sekce u vrchního námořního velení (1855–1857). K datu 27. března 1857 byl povýšen do hodnosti kapitána řadové lodi a od srpna 1857 vedl jako ředitel námořní kancelář císaře Františka Josefa (Marinekanzlei bei Seiner Majestät). Spolu s ním se také v roce 1859 zúčastnil války proti Sardinii v severní Itálii. V císařské námořní kanceláři setrval do roku 1862 a poté se stal sekčním šéfem na ministerstvu námořnictva, zároveň byl zástupcem ministra Mathiase von Wickenburga.
Od září 1862 byl velitelem námořní základny, respektive sborového námořního velitelství (Hafenadmiralat) v Benátkách. O rok později byl ve stejné funkci přeložen do Terstu (1863–1866) a znovu byl také zástupcem vrchního velitele námořnictva (Ludwig von Fautz a Wilhelm von Tegetthoff). K datu 22. dubna 1866 byl penzionován a při té příležitosti obdržel hodnost kontradmirála.
Po odchodu do výslužby se trvale usadil ve Štýrském Hradci, kde zemřel 9. února 1894 ve věku 82 let a byl pochován na hřbitvě St Leonhard.
V roce 1850 se v Terstu oženil s Eugenií Haasovou (1825–1903). Měli spolu čtyři potomky, z nichž dva zemřeli v dětství. Dcera Wilhelmine (1851–1883) se provdala za pozdějšího c. k. generálmajora Franze Buchtu, bratra admirála Heinricha Buchty. Syn Eugen (1853–1937) byl inženýrem, ústředním inspektorem společnosti Rakouské Jižní dráhy a nositelem Řádu Františka Josefa.

## Tituly a ocenění
Během služby u námořnictva se stal nositelem několika vyznamenání v Rakousku i v zahraničí. Mimo aktivní službu byl v roce 1877 povýšen do šlechtického stavu s titulem rytíř (Ritter von Breisach). V rámci nobilitačního procesu požádal o udělení erbu s vyobrazením fregaty SMS Bellona, která byla dříve jeho vlajkovou lodí. Příslušný diplom s erbem byl vystaven k datu 4. října 1877.

### Rakousko
- Řád železné koruny III. třídy (1861)
- Válečná medaile (1873)
- Služební odznak pro důstojníky III. třídy (1877)

### Zahraničí
- Řád červené orlice III. třídy (1853, Prusko)
- komandérský kříž Řádu svatého Řehoře Velikého (1857, Papežský stát)
- komandérský kříž Řádu Guadalupe (1865, Mexiko)